# Sydney Finkelstein
Sydney Finkelstein ist Professor für Management und Leiter des Tuck Executive Programm (TEP) an der Tuck School of Business am Dartmouth College in New Hampshire. Seine Forschungsschwerpunkte liegen in den Bereichen Strategieentwicklung und Entscheidungsprozesse sowie Personalführung.
Unter anderem schreibt er Artikel für Forbes,  BBC.com und das Manager Magazin.

## Publikationen
Finkelstein hat 20 Bücher und 80 Aufsätze veröffentlicht.
- Superbosses. How Exceptional Leaders Master the Flow of Talent. New York, Portfolio/Penguin 2016.
- Why Smart Executives Fail. New York; Portfolio, 2003.
- Mit Jo Whitehead und Andrew Campbell:  Think Again. Why Good Leaders Make Bad Decisions and How to Keep it From Happening to You. Boston, MA, Harvard Business Press, 2009.
- Mit Charles Harvey und Thomas C. Lawton: Breakout strategy. Meeting the challenge of double-digit growth. New York: McGraw-Hill 2007.